# Chicharrero

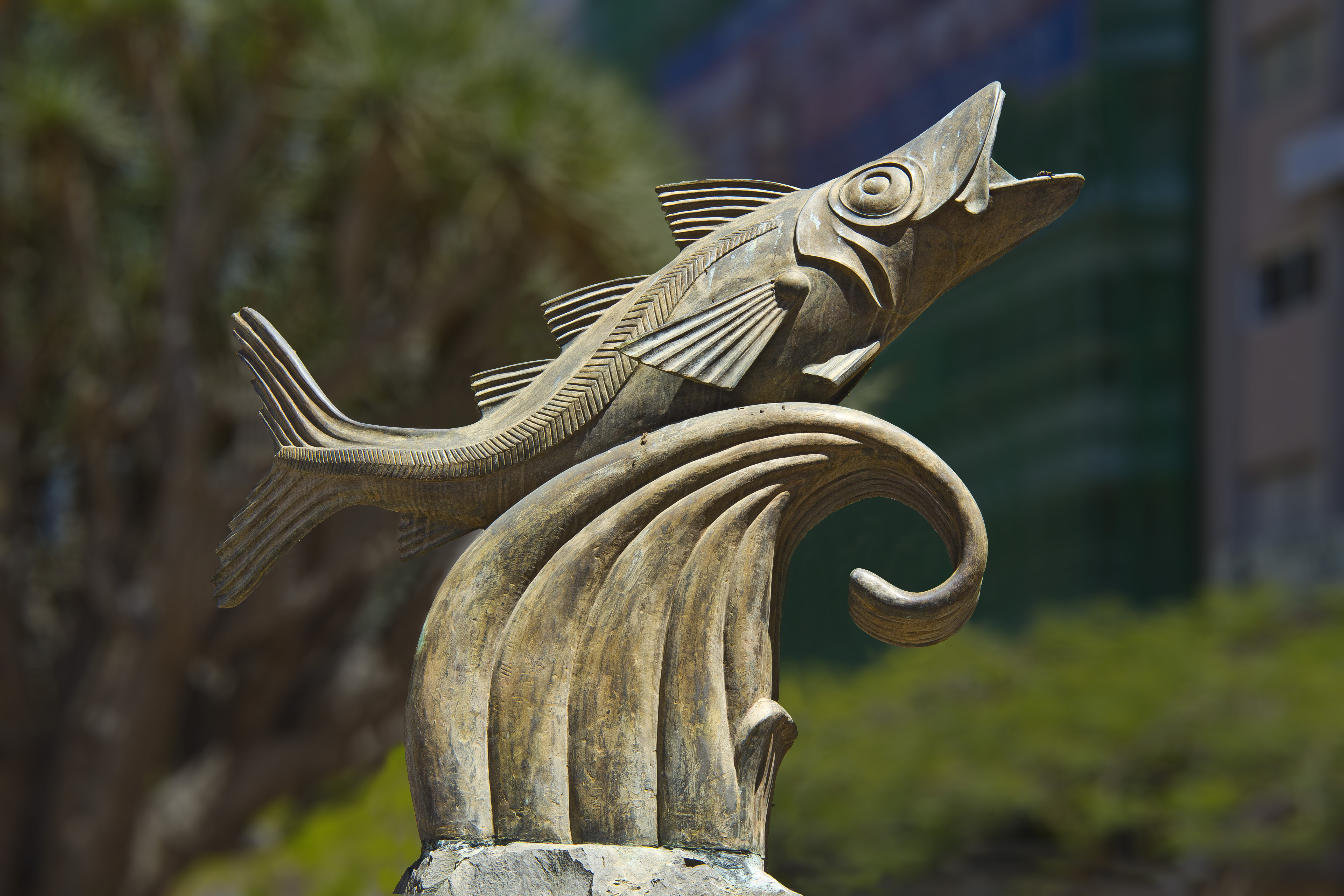
Escultura alegórica al Chicharro en Santa Cruz de Tenerife.

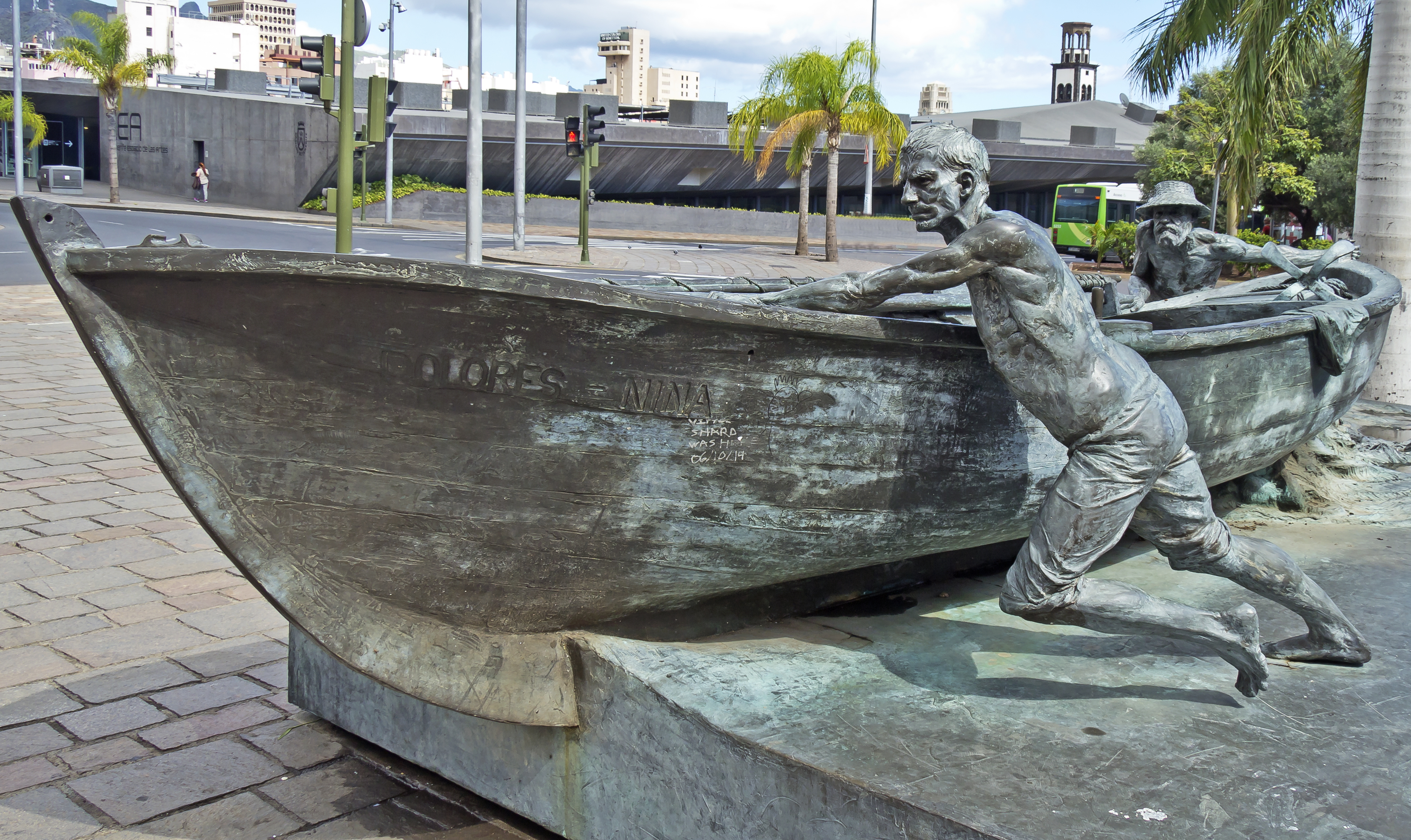
Complejo escultórico llamado Homenaje al Chicharrero ubicado en el exterior del Mercado de Nuestra Señora de África de Santa Cruz de Tenerife.

Chicharrero es el gentilicio de los habitantes de Santa Cruz de Tenerife (conjuntamente con santacrucero) y es utilizado popularmente para referirse a todos los de la isla de Tenerife (Canarias, España). Aunque se dice de forma extendida y popular fuera del territorio isleño, no es del todo correcta para referirse a cualquier otro habitante de Tenerife que no sea exclusivamente de la capital.

## Historia
El gentilicio chicharrero tiene su origen en un término despectivo empleado por los habitantes de la cercana ciudad de La Laguna (hasta el siglo XIX capital de Tenerife y de Canarias) para los habitantes del entonces pobre y pequeño puerto de pescadores de Santa Cruz. Los habitantes de Santa Cruz, debido a su humilde situación, debían comer chicharros, un pescado pequeño y barato de relativa baja calidad. Bajo el reinado de Fernando VII (siglo XIX), se traslada la capital de la isla a Santa Cruz, y sus ciudadanos tomaron el insulto a honra, asumiendo como propio el gentilicio.
Otro gentilicio despectivo hacia los chicharreros, otorgado de nuevo por los "laguneros" a finales del siglo XX, fue el de rambleros, en alusión al ocio nocturno de Santa Cruz que se extendía por las Ramblas de Santa Cruz, la Avenida de las Asuncionistas, la Rambla Pulido y parte alta de la calle Ramón y Cajal (en las inmediaciones de la Plaza de La Paz). En esa época, esa zona era ocupada por locales de copas como Pub Saxo, Pub Cactus, Ábrete Sésamo (decorado como una plaza de un barrio con adoquines de basalto en el suelo del local) y la Tasca el Abuelo. Significó el auge de hamburgueserías como la Guacimara (aún sigue abierta) y Limón y menta.
Lo que en un principio fue un gentilicio local, se ha generalizado, debido a la importancia de la ciudad, a todos los habitantes de la isla, aunque en algunas zonas no capitalinas sea rechazado el gentilicio por no sentirse identificado por ser en origen propio de la capital. A pesar de todo en la actualidad, el Diccionario de la Real Academia Española, considera chicharrero como un adjetivo coloquial, cuyo significado es equivalente a tinerfeño.
En la isla de Gran Canaria también se utiliza a veces el término chicha, chicharrón o chicharro para designar a los procedentes de la isla de Tenerife, como manifestación del denominado pleito insular. En Tenerife se utiliza el término canarión de forma análoga para referirse a los habitantes de Gran Canaria.